# Паттерсон, Элинор
Элинор Паттерсон (англ. Eleanor Patterson, род. 22 мая 1996, Леонгата) — австралийская прыгунья в высоту. Чемпионка мира 2022 года. Серебряный призёр чемпионатов мира в помещении 2022 года и 2025 годов. Чемпионка Игр Содружества 2014 года. Участница летних Олимпийских игр 2016 и 2020 годов. Многократная чемпионка Австралии.

## Биография и карьера
Родилась 22 мая 1996 года в Леонгате, Виктория, Австралия. Начала заниматься прыжками в высоту в 8 лет.
Дебютировала на международной арене в 2013 году, победив на чемпионате мира среди юношей в Донецке. В 2014 году выиграла Игры Содружества в Глазго. В 2015 году на чемпионате мира в Пекине заняла 8 место. В 2016 году на дебютной для себя Олимпиаде выступила неудачно, не пройдя в финальную часть соревнований и заняв в квалификации 22 место с результатом 1,89 м.
В 2020 году установила рекорд Австралии и Океании — 1,99 м. В 2022 году на чемпионате мира в Юджине улучшила его, победив с результатом 2,02 м.
На чемпионате мира 2023 года, который состоялся в Будапеште, в прыжках в высоту, Элинор стала серебряной призёркой с результатом 1,99 метра.

## Основные результаты
| Год  | Соревнования                | Место проведения         | Место    | Результат |
| ---- | --------------------------- | ------------------------ | -------- | --------- |
| 2013 | Чемпионат мира среди юношей | Донецк, Украина          | 1        | 1,88 м    |
| 2014 | Игры Содружества            | Глазго, Шотландия        | 1        | 1,94 м    |
| 2015 | Чемпионат мира              | Пекин, Китай             | 8        | 1,92 м    |
| 2016 | Летние Олимпийские игры     | Рио-де-Жанейро, Бразилия | 22 (кв.) | 1,89 м    |
| 2021 | Летние Олимпийские игры     | Токио, Япония            | 5        | 1,96 м    |
| 2022 | Чемпионат мира в помещении  | Белград, Сербия          | 2        | 2,00 м    |
| 2022 | Чемпионат мира              | Юджин, США               | 1        | 2,02 м    |
| 2022 | Игры Содружества            | Бирмингем, Англия        | 2        | 1,92 м    |
| 2023 | Чемпионат мира              | Будапешт, Венгрия        | 2        | 1,99 м    |